# 黄龙山路站
黄龙山路站位于中华人民共和国湖北省武汉市江夏区东湖高新区，是武汉地铁2号线的地铁车站，建设时期曾名为“南湖大道站”。

## 车站结构
车站位于黄龙山路下，高新二路与黄龙山路十字路口处，沿黄龙山路布置。本站为地下二层岛式车站，地下一层为站厅层，地下二层为站台层。车站在黄龙山路两侧布置有3个出入口、1个远期预留出入口。设置2组风亭，均为低矮风亭。

### 楼层分布
| 地面     | 地面               | 出入口                               |  |  |
| 地下一层 | 站厅               | 售票机、客服中心、武漢通充值、洗手間 |  |  |
| 地下二层 |                    | █ 2号线 往天河机场（武汉东站）       |  |  |
|          | 岛式站台，左侧开门 |                                      |  |  |
|          |                    | █ 2号线 往佛祖岭（金融港北）         |  |  |

### 车站出口
|                                                 |      |      |
| 出口編號                                        | 設施 | 照片 |
| A                                               |      |      |
| B                                               |      |      |
| C                                               |      |      |
| 注： 設有升降機 \| 設有輪椅升降台 \| 設有洗手間 |      |      |

## 鄰近地點
关南派出所、财富工业园、关南社区等。

### 内部链接
- 武汉地铁车站列表